# عمارت سبزآباد
عمارت سبزآباد (کنسولگری انگلیس) مربوط به دوره قاجار است و در بوشهر، محله سبزآباد، منطقه نیروی دریایی واقع شده و این اثر در تاریخ ۲۸ دی ۱۳۷۹ با شمارهٔ ثبت ۲۹۴۸ به‌عنوان یکی از آثار ملی ایران به ثبت رسیده است.